# Nomia recessa
Nomia recessa är en biart som beskrevs av Cockerell 1919. Nomia recessa ingår i släktet Nomia och familjen vägbin. Inga underarter finns listade i Catalogue of Life.